# Smedstorp (Tomelilla)
Smedstorp is een plaats in de gemeente Tomelilla in het Zweedse landschap Skåne en de provincie Skåne län. De plaats heeft 372 inwoners en een oppervlakte van 58 hectare.
Iets ten noorden van het dorp ligt de kerk Smedtorps kyrka uit 1867, en iets ten noorden van de kerk ligt Smedstorps slott, een slot uit de 16de eeuw.
De plaats Tomelilla ligt ongeveer vijftien kilometer ten westen van het dorp. Smedstorp wordt vrijwel geheel omringd door landbouwgrond (vooral akkers), maar iets ten noorden van het dorp is ook wat bos te vinden.

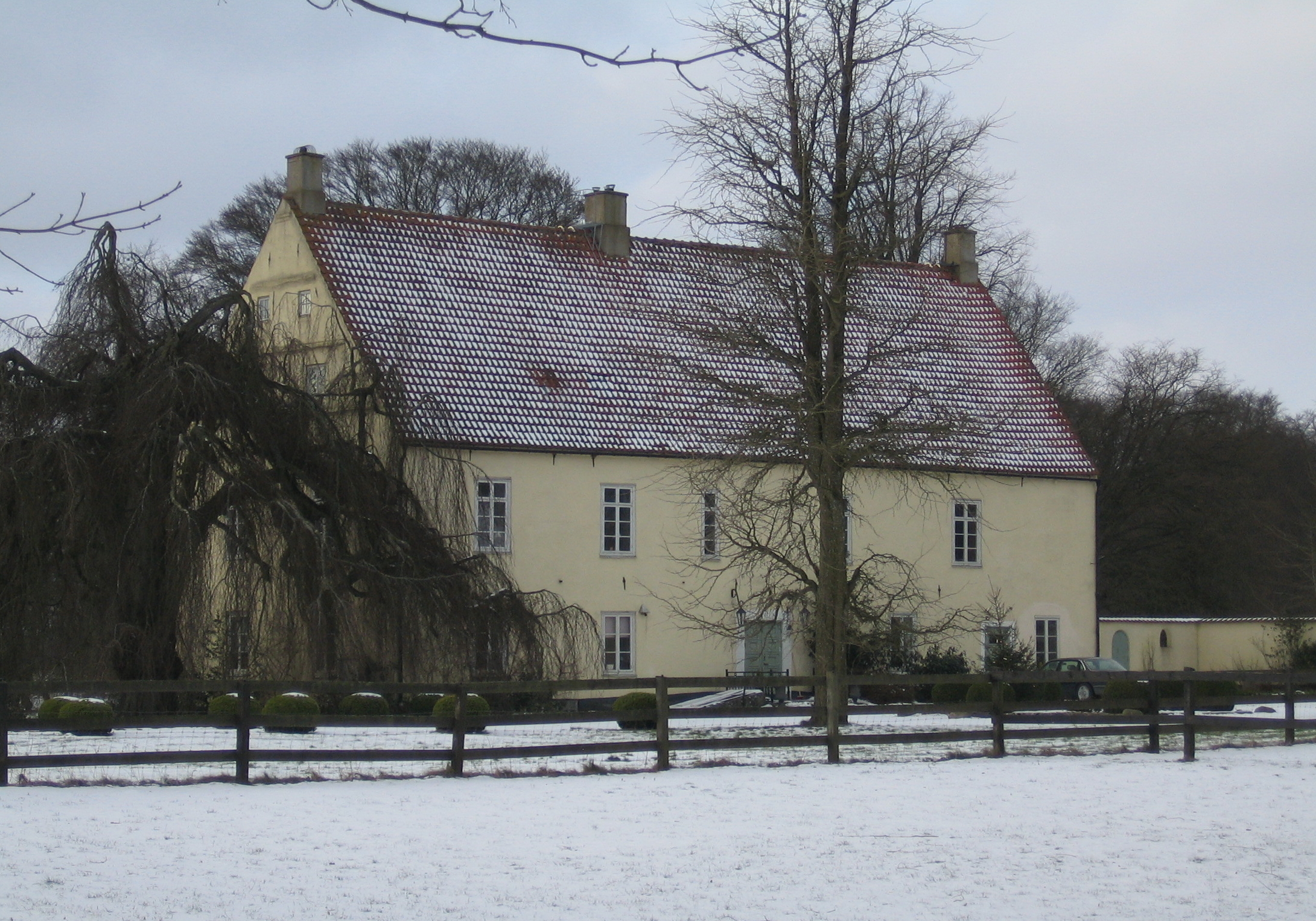
Smedstorps slott

## Verkeer en vervoer
Langs de plaats loopt de Riksväg 11. Het dorp heeft ook een station aan de spoorlijn Simrishamn - Tomelilla.

## Geboren
- Ola Månsson (1808-1893), Zweeds politicus en bankier

Tomelilla · Brösarp · Onslunda · Smedstorp · Lunnarp · Spjutstorp · Eljaröd · Ramsåsa · Benestad · Andrarum